# FLAG (Web动画)
FLAG是從2006年6月16日開始在萬代頻道播放的Web動畫，全13話。後于2009年1月3日在TOKYO MX播出，同年2月22日由NHK BS-hi播出了总编集版的《FLAG 一千万库夫拉的记录》。此部動畫特殊的較少採取第三人稱視點，而主要是從由照相机或攝影機取景器、摄像头等第一人稱視角的，主人公的主觀感受來描寫。標題名稱「FLAG」來自劇中主角所拍攝的照片名稱。

## 簡介
20XX年，虛構的中亞國家乌迪亚纳（英文：Uddiyana）發生內戰，但由于聯合國軍的介入而擴大，逐漸陷入僵持。
戰地攝影師白州冴子偶然拍攝到平民在饱受战争蹂躏的乌迪亚纳升起联合国旗帜的照片后成为名人，而此張名為「FLAG」的照片随后立即成为和平的象征，内战也越來越趨向平息。
然而就在內戰平息將要达成和平协议之前，激進派武裝勢力卻為阻止和平协议而奪走了那面代表了「FLAG」的联合国旗帜。
聯合國部隊為了奪回FLAG，決定秘密投入特殊部隊SDC（Special Development Command），而由於與「FLAG」的聯繫，白州冴子獲得了作為戰地記者跟隨SDC部隊行動的機會。
但是，裝備了最新型的機甲HAVWC，原本認為僅是對付激進派武裝任務的特殊小隊，卻遭到了意料之外的敵方同類型機甲的反擊，而陷入苦戰......

## 登場人物
白州冴子
配音：田中麗奈（日本）；Dorothy Elias-Fahn（美國）
因参观赤城圭一的摄影展而懷著對戰地報道的夢想，在赤城的推荐下前往内战中的乌地亚纳，偶然拍攝到乌迪亚纳平民升起联合国旗帜的照片「FLAG」而成为名人。应联合国之邀再次造访乌迪亚纳，並欣然接受了跟隨特殊部隊SDC進行采訪的工作，之后得到SDC队队长的许可而不顾危险的亲临战场拍摄照片。
赤城圭一
配音：石塚運昇（日本）；Jamieson Price（美國）
白州的前辈和朋友，屬於摄影社“Horizont”的攝影師。對於戰場的採訪有豐富的經驗，對戰爭各方的政治操作相當厭惡。在查看白川交給他的錄影和照片的過程中，逐漸對奪回旗幟作戰懷有疑問，隨後跟著白川的足跡前進。
克丽斯·艾瓦索尔特（Chris Eversalt）
配音：日高奈留美（日本）；Cindy Robinson（美國）
聯合國軍上尉、SDC隊隊長。
纳迪·奥劳坎蒂（Nadi Olowokandi）
配音：長嶝高士（日本）；Michael Sorich（美國）
聯合國軍少尉，SDC隊运输和侦察直升机飞行员。
哈康·阿库巴尔（Hakan Aqbal）
配音：佐藤佑子（日本）；Kirsten Potter（美國）
聯合國軍少尉，SDC隊运输直升机飞行员。
拉维尔·斯敏（Rowell Su-Ming）
配音：淺川悠（日本）；Karen Strassman（美國）
聯合國軍中尉，情报官。
一柳信
配音：川田紳司（日本）；Erik Davies（美國）
聯合國軍中尉，HAVWC驾驶员。
杨·尼卡宁（Jan Nikkanen）
配音：乃村健次（日本）；Paul St. Peter（美國）
聯合國軍中尉，HAVWC后备驾驶员和情报支援官。
库里斯特·巴罗奇（Christian Beroqui）
配音：岩崎博（日本）；Christopher Corey Smith（美國）
聯合國軍中尉，工程师和机械师。

## 專有名詞
HAVWC（High Agility Versatile Weapon Carrier）
聯合國與美國共同開發中的多目的機動兵器，是一款能夠從車輛變形成機器人，並具有防彈裝甲和裝備各種武器，以及處理複雜而龐大的戰場資訊能力。在這個故事發生的世界觀，已經有一部分投入實戰，但仍然是十分高級的特殊兵器，特別是SDC使用的更是其中最新的實驗型。

## 工作人員
- 原作：高橋良輔、TEAM FLAG
- 総監督：高橋良輔
- 監督：寺田和男
- 系列構成・脚本：野崎透
- 角色設計、總作畫監督：竹内一義
- 客座角色設計：渡邊裕二
- 機械設計：宮武一貴
- 美術監督：鈴木俊輔
- 美術設定：伊井蔵
- 色彩設定：久力志保
- 編集：瀨山武司
- 攝影監督：石原浩二
- 3D監督：畑田裕之
- 音響監督：百瀨慶一
- 音樂：池賴廣
- 動畫製作：Answer Studio
- 製作：Aniplex、Answer Studio

## 主題曲
『Lights』
歌・作詞：／作曲・編曲：大澤伸一

## 各话标题
| 话数 | 日英标题                                | 中文标题           | 脚本               | 分镜     | 演出     | 作画监督 |
| ---- | --------------------------------------- | ------------------ | ------------------ | -------- | -------- | -------- |
| 01   | 「」 「Flag」                           | 「旗帜」           | 野崎透             | 寺田和男 | 寺田和男 | 立中順平 |
| 02   | 「」 「Portrait」                       | 「肖像」           | 野崎透             | 山口武志 | 山口武志 | 渡辺裕二 |
| 03   | 「」 「Frontline Reporting」            | 「跟随报道」       | 野崎透             | 寺田和男 | 鎌仲史陽 | 渡辺裕二 |
| 04   | 「」 「The Night of New Moon」          | 「新月之夜」       | 野崎透             | 亀井隆   | 酒井伸次 | 立中順平 |
| 05   | 「」 「Parabola of Darkness」           | 「黑暗的双曲线」   | 野崎透             | 増田俊彦 | 酒井伸次 | 立中順平 |
| 06   | 「」 「Light in Darkness」              | 「黑暗中的光」     | 野崎透             | 亀井隆   | 鎌仲史陽 | 渡辺裕二 |
| 07   | 「」 「Reactivation」                   | 「重新开始」       | 野崎透             | 大畑晃一 | 酒井伸次 | 立中順平 |
| 08   | 「」 「XR-2 Longku」                    | 「XR-2 Longku」    | 野崎透             | 大畑晃一 | 鎌仲史陽 | 渡辺裕二 |
| 09   | 「」 「Yurts and the Land」             | 「蒙古包与大地」   | 野崎透             | 亀井隆   | 酒井伸次 | 立中順平 |
| 10   | 「」 「SDAC +1」                        | 「SDAC +1」        | 野崎透             | 亀井隆   | 鎌仲史陽 | 渡辺裕二 |
| 11   | 「」 「Reunion through the Viewfinder」 | 「透过取景器重逢」 | 野崎透             | 亀井隆   | 酒井伸次 | 立中順平 |
| 12   | 「」 「Recapture the Flag」             | 「夺回旗帜」       | 野崎透             | 亀井隆   | 鎌仲史陽 | 渡辺裕二 |
| 13   | 「」 「Into the Light」                 | 「进入光明」       | 高橋良輔・寺田和男 | 寺田和男 | 酒井伸次 | 立中順平 |

## 關聯書籍
- 《FLAG 战地记者白州冴子》 作者：渡邊麻實（日語：渡辺麻実）[1][2]

2007年3月30日发售 ISBN 978-4-89425-541-8

## 外部連結
- 官方網站（页面存档备份，存于）
- BANDAI CHANNAL中FLAG的專頁